# Erdélyi Tibor (festő)
Erdélyi Tibor (Makó, 1961. augusztus 19. –) magyar festőművész.

## Életpályája
1963-ban Hódmezővásárhelyre költözött családjával. Általános és középiskolai tanulmányait Hódmezővásárhelyen végezte el. 1979–1981 között elvégezte a Kirakatrendező és Dekoratőrképző Iskolát, ahol Károlyi András és Károlyi Zsigmond oktatták. 1984–1994 között a Mártélyi Képzőművészeti Szabadiskola hallgatója volt; Fodor József növendékeként. 1987-ig egy kereskedelmi vállalatnál dolgozott dekoratőrként. 1987 óta kiállító művész. 1987–1994 között a hódmezővásárhelyi Petőfi Sándor Művelődési Központban grafikusként tevékenykedett. 1994 óta tagja a Magyar Alkotóművészek Országos Egyesületének. 1995 óta a hódmezővásárhelyi Kollektív Műteremben dolgozik.
Tájképeket és tájélményből táplálkozó, elvonatkoztatott kompozíciókat készít olajjal, vegyes technikával. Munkáit több csoportos, és önálló kiállításon mutatta már be. Többféle stilusban dolgozik. Képei derűs hangulatúak, optimizmust sugároznak.

## Kiállításai

### Egyéni
- 1987 Zenta
- 1989-1990 Hódmezővásárhely, Szeged
- 1994-1997 Hódmezővásárhely
- 2004-2005 Debrecen

### Válogatott, csoportos
- 1989-től Őszi Tárlat, Hódmezővásárhely
- 1996 Szeged
- 1998 Balatonakali
- 1999 Debrecen, Gödöllő
- 2000 Balatonlelle

## Festményei
- Mediterrán délután (2020)
- Régi zene (2020)
- Kozmosz virága (2020)
- Egyszer volt (2020)